# Сакоринтло
Сакоринтло (груз. საკორინთლო) — село в Грузии, на территории Каспского муниципалитета края (мхаре) Шида-Картли.

## География
Село находится в центральной части Грузии, на правом берегу реки Лехуры, на расстоянии приблизительно 11 километров (по прямой) к северо-северо-западу от города Каспи, административного центра муниципалитета. Абсолютная высота — 785 метров над уровнем моря.

## Население
По результатам официальной переписи населения 2014 года, в Сакоринтло проживало 114 человек (61 мужчина и 53 женщины). В национальной структуре населения грузины составляли 98,2 %, осетины — 1,8 %.
| Год  | Население, человек |
| ---- | ------------------ |
| 2002 | 193                |
| 2014 | ↘ 114              |